# Жеребец (река)
Жеребец (Черный Жеребец) — река в Сватовском районе Луганской области и в Краматорском районе Донецкой области, левый приток Северского Донца (бассейн Дона).
Длина реки — 88 км, площадь водосборного бассейна — 990 км². Берёт своё начало из источников возле села Стельмаховка на южных склонах Среднерусской возвышенности. Долина трапециевидная, асимметричная; правые склоны её высокие, крутые, левые — низкие и пологие. Обычная ширина долины 2-2,5 км, максимальная — 4 км. Пойма шириной от 100—500 м до 1,5 км; местами заболоченная. Русло умеренно извилистое, в верховье шириной 10 м, глубиной 0,5 м, ниже расширяется до 20-З0 м, глубина возрастает до 1,5-3 м. Уклон реки 1 м/км.
Питание преимущественно снеговое. Максимальный расход воды 25,4 м³/с.
Замерзает в декабре, ледоход в марте. Гидрологический пост у села Торское (с 1936 года).
Сток оборудован 7 водохранилищами и прудами. Используют для орошения и рыбоводства.
На реке расположены следующие населённые пункты: Заречное, Торское, Ямполовка, Ивановка, Новосадовое, Терны, Невское.
Первое упоминание о реке Жеребец встречается в Описании города Бахмута и его окрестностей по материалам царской грамоты от 14 октября 1704 года.